# Lucía Etxebarría
Pour les articles homonymes, voir Etxebarria.
Lucía Etxebarria de Asteinza, née à Valence (Espagne) le 7 décembre 1966, est une écrivaine espagnole. Elle vit à Madrid.

## Biographie
Son premier ouvrage est une biographie de Kurt Cobain et Courtney Love : La historia de Kurt y Courtney: aguanta esto (1996). Son premier roman, Amor, curiosidad, prozac y dudas (en français Amour, Prozac et autres curiosités, éditions 10/18) (1997) reçut l'approbation d'Ana María Matute. L'année suivante, elle gagna le prix Nadal avec son second roman Beatriz y los cuerpos celestes (es) (en français, Béatriz et les corps célestes, éditions 10/18).
En décembre 2011, la romancière a fait sensation en annonçant qu'elle arrêtait d'écrire à cause du piratage de ses livres. Cependant, en 2013, elle se remet à publier.

## Œuvre

### Romans
- Amor, curiosidad, prozac y dudas, 1997 (en français Amour, Prozac et autres curiosités, traduit par Marianne Millon, mai 2005, éd. 10/18, 281 p.,  (ISBN 2264031158))
- Beatriz y los cuerpos celestes, 1998 (en français, Béatriz et les corps célestes (es), traduit par Alexandra Carrasco, mai 2005, éd. 10/18, 316 p.,  (ISBN 2264033495))
- Nosotras que no somos como las demás, 1999
- De todo lo visible y lo invisible, 2001 (en français, De l'amour et autres mensonges, 2005, 10/18  (ISBN 2264039655))
- Un milagro en equilibrio, 2004 (en français, Un miracle en équilibre, traduit par Nicolas Véron, avril 2007, éd. 10/18,  (ISBN 2264042699))
- Cosmofobia, 2007 (en français Cosmofobia, traduit par Maïder Lafourcade et Nicolas Véron, avril 2007, éditions Héloïse d'Ormesson,  (ISBN 2350870529))
- Je ne souffrirai plus par amour, traduit par Maïder Lafourcade, mars 2008, éd. Héloïse d'Ormesson, 320 p.,  (ISBN 2350870723). Une typologie des amoureux pour traiter de la dépendance affective et des moyens de s'en sortir.
- Lo verdadero es un momento de lo falso, Sex & Love addicts en français, traduit par Nicolas Véron, 2010, éd. 10/18 - éd.Héloïse d'Ormesson pour la traduction,  (ISBN 978-2-264-05303-9) (BNF 42405356)
- Le Contenu du silence, [« El contenido del silencio », 2011], trad. de Nicolas Véron, Paris, Éditions Héloïse d'Ormesson, 2012, 400 p.  (ISBN 978-2-35087-194-3)
- Dieu n'a pas que ça à faire, [« Dios no tiene tiempo », 2013], trad. de Nicolas Véron, Paris, Éditions Héloïse d'Ormesson, 2015, 272p.  (ISBN 978-2-35087-516-3)
- Dios no tiene tiempo libre (2013)
- Cuentos clásicos para chicas modernas (2013)
- Le Don empoisonné de la folie (2017).

### Nouvelles
- Ce que les hommes ne savent pas, traduit par Delphine Tallaron, 2009, éd. Héloïse d'Ormesson, 240 p.,  (ISBN 978-2350871134).
- Una historia de amor como otra cualquiera, 2003, recueil de nouvelles (en français, Aime-moi, por favor ! , février 2006, traduit par Anne Proenza et Nicolas Véron, éd. 10/18,  (ISBN 2264042680))

### Poésie
- Estación de infierno (2001)
- Actos de amor y placer (2004).

### Essais
- La historia de Kurt y Courtney: aguanta esto (1996)
- La Eva futura. La letra futura (2000)
- En brazos de la mujer fetiche (2002), avec Sonia Núñez Puente
- Courtney y yo (2004)
- Ya no sufro por amor (2005)
- El club de las malas madres (2009)
- Ton Cœur perd la tête (2015) traduit par Nicolas Véron.

### Scripts
- Sobreviviré (1999)
- Amor, curiosidad, prozac y dudas (2001)
- La mujer de mi vida (2001)
- I love you baby (2001)

### Autres
- La vida por delante: voces desde y hacia Palestina, éditeur (2005)
- Vulgaria, prologuiste (2009).

## Prix
- 1998 : Prix Nadal, Beatriz y los cuerpos celestes (es).
- 2001 : Premio Primavera de Novela, De todo lo visible y lo invisible
- 2004 : Prix Planeta, Un milagro en equilibrio (Un miracle en équilibre)